# Ixothraupis varia
La tangara o tángara manchada (Tangara varia) es una especie de ave paseriforme de la familia Thraupidae, perteneciente al  género Ixothraupis, anteriormente situada en Tangara. Es nativa de la cuenca amazónica en América del Sur.

## Distribución y hábitat
Se distribuye en el sur de Venezuela, sur de Guyana y Surinam y oriente de la Amazonia brasileña, hacia el sur hasta el norte de Mato Grosso. Existen poblaciones aisladas en el norte de Surinam, Guayana Francesa, noreste de Perú (San Martín) y oeste de Brasil (Rondônia).
Esta especie es considerada rara en su hábitat natural: el dosel y los bordes de selvas húmedas de baja altitud.

## Descripción
Mide 11,5 cm de longitud. Su plumaje es verde, con negro en las bases de las plumas, lo que le da un aspecto moteado. Las alas y la cola del macho tienen la cara superior azul. La hembra presenta alas verdes y un moteado menos notorio.

## Sistemática

### Descripción original
La especie I. varia fue descrita por primera vez por el naturalista alemán Philipp Ludwig Statius Müller en 1776 bajo el nombre científico Tanagra varia; su localidad tipo es: «Cayena, Guayana Francesa».

### Etimología
El nombre genérico femenino Ixothraupis se compone de la palabras griegas «ixos»: muérdago, y «θραυπίς thraupis»: pequeño pájaro desconocido mencionado por Aristóteles, tal vez algún tipo de pinzón; en ornitología thraupis significa «tangara»; y el nombre de la especie «varia» del latín  «varius»: variado, diverso.

### Taxonomía
Los amplios estudios filogenéticos recientes demuestran que la presente especie es hermana de un clado formado por el resto de las especies de Ixothraupis. Es monotípica.
Varios estudios filogenéticos recientes demostraron que el numeroso y amplio género Tangara era polifilético. Para las especies entonces denominadas Tangara punctata, T. guttata, T. xanthogastra, T. rufigula y la presente, que quedaban aisladas de las llamadas «tangaras verdaderas», Burns et al. (2016) propusieron  resucitar el género Ixothraupis. El Comité de Clasificación de Sudamérica (SACC), en la propuesta N° 730 parte 19 aprobó esta separación, en lo que fue seguido por el Congreso Ornitológico Internacional (IOC) y Clements checklist/eBird. Otras clasificaciones como Aves del Mundo (HBW), Birdlife International (BLI) y el Comité Brasileño de Registros Ornitológicos (CBRO) continúan a incluirlas en Tangara, con lo cual las cinco especies conservan su nombre anterior.